# چیلر آبی

چیلر آبی یک دستگاه تبرید مکانیکی است که به منظور تسهیل در تبادل گرما از آب به مبرد در یک سیستم بسته استفاده می‌شود. توسط این دستگاه، اب سرد یا آب چیلد مورد نیاز فرایندهای تهویه مطبوع یا برایندهای نیازمند کولینگ صنعتی تأمین می‌گردد. گرمای جمع‌آوری شده توسط چیلر، به کندانسور منتقل می‌شود و به مکانی که در آن انرژی حرارتی تلف شده به جو (اتمسفر) انتقال داده، منتقل شده‌است. انتقال گرمای گرفته شده از مبرد، از طریق یک دستگاه دیگر به نام برج خنک‌کننده به محیط بیرون انجام می‌شود. در واقع یک چیلر آبی همواره با یک برج خنک‌کننده همراه است. چیلر، آب در گردش فن کویلها را خنک کرده، و برج خنک‌کننده، آب در گردش برای گرفتن گرمای مبرد را خنک می‌کند.
واژه Refrigerant به معنای «ماده‌ای که در یک سیکل تبرید برای ایجاد سرما به کار می‌رود»، یا سیال واسط می‌باشد.

## در کشاورزی
در هیدروپونیک، پمپ‌ها، چراغ‌ها و حرارت محیط می‌توانند درجه حرارت آب مخزن را بالا ببرند (گرم کنند). و منجر به مشکلاتی برای سلامتی ریشه گیاهان شوند. برای سلامت ایده‌آل و مناسب گیاهان بهتر است ار چیلرهایی استفاده شود که بتوانند درجه حرارت آب رابه درجه پایین‌تر از حرارت محیط برسانند. ۶۸ درجه فارنهایت یا ۲۰ درجه سانتی گراد مایی است که برای اغلب گیاهان مناسب است. این مورد در سلامت ریشه گیاهان و جب کار آمد موتد مغذی تأثیرگذار است.

## در تأسیسات ساختمانی
چیلر آبی در تهویه مطبوع هوا در که اغلب ساختمان‌ها جهت برای خنک هوا و تجهیزات ساختمان استفاده می‌شود، به خصوص در شرایطی که بسیاری از اتاق‌های یک ساختمان باید به‌طور جداگانه کنترل می‌شود، مانند یک هتل است.
یک چیلر درجه حرارت آب را بین ۴۰°F درجه تا ۴۵ °F قبل از این که آب چیلر برای خنک شدن به محل پمپ شود، سرد می‌کند.

## خنک کن تراکمی
همه خنک کن‌های تراکمی از واحدهای کوچک و کم ظرفیت محلی پنجره‌ای که کولر گازی خوانده می‌شوند گرفته تا خنک‌کننده‌های تراکمی پر ظرفیت مرکزی که معمولاً چیلر تراکمی خوانده می‌شوند دارای چهار بخش اصلی هستند:
- کمپرسور (متراکم کننده)
- کندانسور (تقطیر کننده)
- اواپراتور (تبخیر کننده)
- شیر انبساط (اختناق دهنده)

در خنک کن‌های تراکمی ماده مبرد فرئون یا مبرد جایگزین فرئون) در فضای کم فشار اواپراتور تبخیر شده و گرمای تبخیر را از آب یا هوایی که در تماسی غیر مستقیم با آن قرار دارد می‌گیرد و موجب کاهش دمای آب یا هوای عبوری می‌شود. ماده مبرد پس از تبخیر به وسیله کمپرسور مکیده و با فشار به کندانسور رانده می‌شود تا در کندانسور و در مجاورت غیر مستقیم با آب یا هوای خنک بار دیگر تقطیر شده و برای تبخیر مجدد و تولید سرما روانه اپراتور گردد و چرخه سرمایش تراکمی را کامل کند.
از دیدگاه معماری تنها بررسی سیستم تراکمی که دارای کندانسور هستند دارای اهمیت هستند. برج خنک کن به عنوان مولدی تبخیری بازده مناسبی در اقلیم‌های مرطوب ندارد؛ بنابراین تحت این شرایط نی باید از کندانسورهایی که به‌طور مستقیم با فن خنک شده و کندانسور هوایی خوانده می‌شوند استفاده نمود.

## مزایای استفاده از چیلر آب خنک
چیلر آب خنک که از آن با نام چیلر آبی نیز یاد می‌شود (کندانسور از نوع آبی و خنک شونده با برج خنک است)، یکی از پراستفاده‌ترین انواع سیستمهای سرمایش مرکزی است. علت این امر آن است که راندمان کاری و عمر این دستگاه‌ها بسیار بالا بوده و خرابی آن بسیار کم است. در واقع این چیلرها در قیاس با رقبای خود یعنی مدل‌های دیگر بسیار به صرفه تر هستند و همین امر باعث می‌شود که استفاده از آن‌ها بیشتر باشد. از سایر مزایای این نوع از چیلرها می‌توان به موارد زیر اشاره کرد:
- هزینه خرید پایین
- مصرف برق کم
- عدم نیاز به هوای باز
- لرزش و صدای کم
- اندازه کوچک
- توان ایجاد دمای زیر صفر

### معایب چیلر آبی
1 . نیاز به برج خنک‌کننده دارد و مصرف آب در برج خنک‌کننده زیاد است. این درحالیست که در چیلرهای هوایی (چیلر تراکمی هوا خنک) مصرف آب نداریم.
2 . آبی که وارد دستگاه می شود (به خاطر تبخیر شدن بخشی از آب در برج خنک کننده) باید تصفیه شود تا سیستم دچار رسوب و افت راندمان نگردد. تصفیه آب نیاز به تجهیزات تصفیه آب و سختی گیری آب دارد که هزینه بر است.
3 . سیستم لوله‌کشی نسبت به چیلر هواخنک بیشتر است.
4 . فضای موتورخانه را اشغال می‌کند. اشغال فضای موتورخانه از این جهت از جمله معایب چیلر آبی محسوب می شود که قیمت هر متر مربع آن بالا بوده و در واقع افزایش مساحت موتورخانه که فضایی سربسته است منجر به افزایش هزینه ساخت و ساز ساختمان می شود و یکی از علت هایی که از چیلر هوایی استقبال بیشتری نسبت به نوع آبی می شود همین موضوع است که چیلر هوایی به فضای بسته جهت نصب نیاز ندارد و روی بام نصب می شود.